# Huairen
Huairen (怀仁市S, HuáirénP) è una città-contea della Cina, situata nella provincia dello Shanxi e amministrata dalla prefettura di Shuozhou.